# Глуховичи (Львовская область)
Глуховичи (укр. Глуховичі) — село в Подберёзцовской сельской общине Львовского района Львовской области Украины.
Население по переписи 2001 года составляло 103 человека. Занимает площадь 0,82 км². Почтовый индекс — 81145. Телефонный код — 3230.